# Harry Tenbrook
Harry Tenbrook est un acteur américain d'origine norvégienne, né Henry Olaf Hansen, le 9 octobre 1887 à Oslo, en Norvège, et mort le 14 septembre 1960 à Woodland Hills, en Californie, d'un cancer du poumon.

## Biographie
Tenbrook commence sa carrière au cinéma muet, avant d'être repéré par John Ford, qui le fait tourner dès lors très régulièrement.

## Filmographie partielle
- 1913 : A Frontier Providence d'Otis Turner
- 1917 : The Scarlet Car de Joseph De Grasse : le bagarreur (rôle non crédité)
- 1923 : Héros sans le savoir (Kindled Courage) de William Worthington
- 1925 : Lord Jim de Victor Fleming
- 1925 : Une nuit de folie (Manhattan Madness) de John McDermott
- 1925 : Les Siens (His People) d'Edward Sloman
- 1928 : Danger Street de Ralph Ince
- 1930 : Hommes sans femmes (Men Without Women) de John Ford
- 1930 : Le Loup des mers (The Sea Wolf) d'Alfred Santell
- 1931 : Son gosse (Young Donovan's Kid) de Fred Niblo
- 1931 : Gentleman's Fate de Mervyn LeRoy
- 1932 : Tête brûlée (Airmail) de John Ford
- 1932 : Le Visage masqué (Behind the Mask) de John Francis Dillon
- 1932 : Gangsters de Broadway (Panama Flo) de Ralph Murphy
- 1932 : Fireman, Save My Child de Lloyd Bacon
- 1932 : Hors-bord C-67 (Speed Demon) de D. Ross Lederman
- 1934 : Le Monde en marche (The World Moves On) de John Ford
- 1934 : Le Cabochard (The St. Louis Kid) de Ray Enright
- 1934 : Les Amants fugitifs (Fugitive Lovers) de Richard Boleslawski
- 1935 : Tempête au cirque (O'Shaughnessy's Boy) de Richard Boleslawski (rôle non crédité)
- 1935 : Émeutes (Frisco Kid) de Lloyd Bacon (non crédité)
- 1936 : F-Man d'Edward F. Cline (non crédité)
- 1936 : Ennemis publics (Great Guy) de John G. Blystone (non crédité)
- 1937 : Candidat à la prison (Jail Bait) de Charles Lamont
- 1937 : Hit the Saddle de Mack V. Wright
- 1938 : Menaces sur la ville (Racket Busters) de Lloyd Bacon
- 1939 : La Chevauchée fantastique (Stagecoach) de John Ford
- 1939 : Chantage (Blackmail) de H. C. Potter
- 1939 : Avocat mondain (Society Lawyer) d'Edwin L. Marin
- 1939 : 6000 Enemies de George B. Seitz
- 1940 : Les Hommes de la mer (The Long Voyage Home) de John Ford
- 1940 : Le Fantôme du cirque (The Shadow) de James W. Horne
- 1941 : Texas de George Marshall
- 1943 : La Nuit sans lune (The Moon Is Down) d'Irving Pichel
- 1945 : Les Sacrifiés (They Were Expendable) de John Ford et Robert Montgomery
- 1951 : La Belle du Montana (Belle Le Grand) d'Allan Dwan
- 1955 : Permission jusqu'à l'aube (Mister Roberts) de John Ford